# 2020.
◄ | 20. stoljeće | 21. stoljeće | 22. stoljeće | ►
◄ | 1990-ih | 2000-ih | 2010-ih | 2020-ih | 2030-ih | 2040-ih | 2050-ih | ►
◄◄ | ◄ | 2017. | 2018. | 2019. | 2020. | 2021. | 2022. | 2023. | ► | ►►
Arhitektura • Astronautika • Astronomija • Biologija • Film • Fotografija • Glazba • Kazalište • Kemija • Kiparstvo • Knjige • Književnost • Kršćanstvo • Meteorologija • Medicina • Planinarstvo • Politika • Pravo • Promet • Slikarstvo • Strip • Šport • Televizija • Znanost • Zrakoplovstvo • Željeznički promet
2020. godina je prva godina desetljeća 2020-ih, dvadeseta godina trećeg tisućljeća i ona je prijestupna godina po Gregorijanskom kalendaru. Započela je u srijedu, a završila je u četvrtak, 31. prosinca. Godinu je obilježila pandemija COVID-19 i njezine posljedice - svjetski ekonomski i društveni poremećaji. Mnogi športski i drugi događaji ogođeni su za sljedeću, 2021. godinu. U Hrvatskoj su se dogodila dva jaka potresa: u Zagrebu i Petrinji.

## Događaji

### Siječanj
- 3. siječnja – u američkom napadu ubijen brigadni general Qasem Soleimani, zapovjednik iranskih posebnih snaga Quds.

- 5. siječnja – relativni pobjednik u prvom krugu predsjedničkih izbora i 10. hrvatski premijer Zoran Milanović pobijedio protukandidatkinju, 4. hrvatsku predsjednicu Kolindu Grabar-Kitarović s nešto više od 104 tisuće glasova.

- 8. siječnja
  - kao odmazda za napad na Qasema Soleimanija 3. siječnja, Iran napao 2 američke vojne baze u Iraku[2]
  - Ukraine International Airlines 752 je oboren iznad Irana kratko nakon polijetanja sa zračne luka Imam Homeini, pri čemu je poginulo svih 176 putnika i članova posade.[3]

- 10. siječnja – u 80. godini umro omanski sultan Qaboos bin Said al Said. Njegov nasljednik postaje Haitham bin Tariq Al Said.[4][5][6]

- 15. siječnja – službeno obilježen početak predsjedanja Hrvatske Vijećem Europe.

- 22. siječnja – zabilježen prvi slučaj koronavirusa u SAD-u.

- 27. siječnja – na Trgu bana Josipa Jelačića održan doček hrvatskim rukometašima nakon osvojenog srebra na rukometnom EP-u pred oko 10 tisuća navijača.

- 30. siječnja – NASA umirovila svemirski teleskop Spitzer.[7][8][9]

- 31. siječnja – Ujedinjeno Kraljevstvo izašlo iz Europske unije.

### Veljača
- 1. veljače
  - Rijeka postala prvi hrvatski grad koji je dobio naslov Europske prijestolnice kulture, predstavljajući se kao Luka različitosti.
  - hrvatski Davis Cup reprezentativac Nikola Mektić i Čehinja Barbora Krejčikova osvojili naslov pobjednika Australian Opena. To je 14. seniorski Grand Slam naslov za Hrvatsku.
- 18. veljače – izabrani 5. predsjednik Republike Hrvatske Zoran Milanović svečano polaže predsjedničku prisegu u Predsjedničkim dvorima na Pantovčaku, pred 12. i aktualnim predsjednikom Vlade Republike Andrejom Plenkovićem, 4. i aktualnom predsjednicom Republike Kolindom Grabar-Kitarović, bivšim predsjednicima Republike Stjepanom Mesićem i Ivom Josipovićem te pred još tridesetak uzvanika. Na dužnost je službeno stupio dan kasnije u 0:00.
- 19. veljače – u povijesti hrvatske meteorologije prvi put mjerenjem pokrivena Dalmacija meteorološkim radarom.[10]
- 25. veljače – službeno potvrđen prvi slučaj koronavirusa u Hrvatskoj, u gradu Zagrebu.
- 26. veljače – u povijesti hrvatske meteorologije prva snimka frontalnog poremećaja preko Dalmacije zabilježena meteorološkim radarom. Premda cijela Dalmacija nije pokrivena i radar ne pokriva podjednako kvalitetno sva područja, prvi put su se u povijesti na meteo radaru vidjele oborine na ovom području. Radar je nedavno postavila mađarsko-češka privatna tvrtka MeteoSense postavila u Zadar, a najavili su i radar na Hvaru.[11] Lani su ga postavili u Puli.[12]
- 27. veljače – istarsko mjesto Završje, filmsko rodno mjesto Robina Hooda, nakon tri mjeseca tijesne borbe u utrci za najbolju filmsku lokaciju Location Award osvojilo je drugo mjesto. Na Berlinalu je proglašen pobjednik, kanarski otok Hierro.[13]
- 28. veljače – Nad Hrvatskom je eksplodirao meteor.

### Ožujak
- 6. ožujka – COVID-19 pandemija zarazila više od 100 000 osoba u svijetu.
- 11. ožujka – WHO proglasila pandemiju koronavirusa. Više od 120 000 zaraženih u tom danu.
- 19. ožujka – službeno zabilježen i 100. slučaj zaraze koronavirusom u Hrvatskoj.
- 22. ožujka – glavni grad Hrvatske Zagreb u 6:24, 7:00 i 7:41 sati pogađaju snažni potresi, najveći magnitude 5,5 stupnjeva po Richteru u 6:24 sati. Oštećeno je nekoliko starijih građevina na predjelu Donjeg grada, među kojima i južni toranj Zagrebačke katedrale te zgrada Hrvatskog sabora, Saborska palača. Ozlijeđeno je 27 osoba, a djevojčica u dobi od 15 godina smrtno je stradala.
- 31. ožujka – službeno zabilježen koronavirus u svim hrvatskim županijama, zaključno s Virovitičko-podravskom i Požeško-slavonskom županijom.

### Travanj
- 2. travnja – uz linearan rast, broj oboljelih od koronavirusa u Hrvatskoj prešao 1000 slučajeva.
- 14. travnja – više od 2 milijuna osoba zaraženo od COVID-19 bolešću.
- 28. travnja – početak ublažavanja preventivnih mjera u Hrvatskoj.

### Svibanj
- 4. svibnja – ublažavanje preventivnih mjera u Hrvatskoj ušlo je u drugu fazu.
- 22. svibnja – u Kninu je predstavljen prijedlog zakona o proglašavanju Dinare parkom prirode koji bi obuhvatio masiv Dinare (Dinara, Troglav i Kamešnica), izvorišni dio i gornji tok rijeke Cetine te krška polja uz Cetinu (Hrvatačko, Paško i Vrličko).[14]
- 23. svibnja – prvi put nakon izbijanja koronavirusa i proglašene karantene u Hrvatskoj zabilježeno 0 slučajeva novozaraženih i umrlih.

### Srpanj
- 5. srpnja – održani Izbori za zastupnike u 10. saziv Hrvatskog sabora. Relativni pobjednik izbora je Hrvatska demokratska zajednica.
- 22. srpnja – konstituiran deseti saziv Hrvatskoga sabora.
- 25. srpnja – grad Zagreb pogodila velika poplava koja je negdje ostavila znatnije materijalne štete. To je najveća poplava u posljednjih 100 koja je pogodila taj grad.

### Kolovoz
- 4. kolovoza – eksplozije u Beirutu 2020.

### Listopad
- 30. listopada – dogodio se potres u Egejskom moru magnitude 7,0 Mww.

### Studeni
- 1. studenoga – potres magnitude 4,9 stupnjeva po Richteru pogodio šire područje Like i Dalmacije s epicentrom 17 km sjeverno od Posedarja.[15]

### Prosinac
- 8. prosinca – Papa Franjo na blagdan Bezgrješnog začeća proglasio jubilej sv. Josipa apostolskim pismom »Patris corde«.[16]
- irački parlament proglasio Božić državnim praznikom.[17]
- 21. prosinca – velika konjunkcija planeta Jupitera i Saturna. Najbliža od 1623. godine sa 6,1 minuta.
- 28. i 29. prosinca – Potresi kod Petrinje 2020.[18]
- 31. prosinca – Čitav niz novih potresa tijekom noći: najjači 3,7 po Richteru kod Petrinje osjetio se jako i u Zagrebu te mnogim drugim dijelovima Hrvatske.

### Športski događaji
- 9. siječnja – 26. siječnja – Europsko prvenstvo u rukometu – Austrija, Norveška i Švedska 2020.
- 18. siječnja – Hrvatska rukometna reprezentacija u dramatičnoj utakmici pobijedila Njemačku nakon što je gubila i do 6 razlike u drugoj fazi rukometnog EP-a. Ova se pobjeda smatra jednim od najvećih preokreta hrvatske rukometne reprezentacije.
- 24. siječnja – Hrvatska rukometna reprezentacija nakon svih četiriju petominutnih produžetaka u teškom i dramatičnom polufinalu rukometnog EP-a veličanstveno pobijedila viceprvaka Norvešku rezultatom 29:28. Nekoliko sekundi prije kraja Željko Musa postigao je pogodak da bi Šego obranio udarac Norvežana sa središta terena u zadnjoj sekundi utakmice. Ovo je prvo finale na velikom natjecanju za Hrvatsku nakon 10 godina. Igračem utakmice proglašen je hrvatski kapetan Domagoj Duvnjak.
- 26. siječnja – Hrvatska izgubila od Španjolske u finalu rukometnog EP-a rezultatom 20:22. Između ostalog, Domagoj Duvnjak proglašen je igračem prvenstva.
- 20. prosinca – Hrvatska ženska rukometna reprezentacija pobjedom nad Danskom osvaja broncu na Europskom prvenstvu u rukometu u Danskoj

## Smrti

### Siječanj
- 1. siječnja
  - Damir Mihanović, hrvatski komičar, šansonijer, kantautor i interpretator glazbe (* 1961.)[19]
  - David Stern, bivši povjerenik NBA lige (* 1942.)
  - Vilim Šoda, hrvatski bubnjar (* 1934.)
  - Don Larsen, američki igrač bejzbola (* 1929.)
- 2. siječnja – John Baldessari, američki konceptualni umjetnik (* 1931.)[20]
- 3. siječnja
  - Qasem Soleimani, iranski general (* 1957.)[21]
  - Abu Mahdi al-Muhandis, iračko-iranski vojni zapovjednik (* 1954.)[21]
- 4. siječnja
  - Anri Jergenia, 4. premijer Abhazije (* 1941.)[22]
  - Zdravko Tomac, hrvatski političar i pisac (* 1937.)
  - Hans Tilkowski, njemački vratar (* 1935.)[23]
- 6. siječnja – Luís Morais, brazilski nogometaš (* 1930.)[24]
- 7. siječnja
  - Silvio Horta, američki scenarist i TV producent, autor Ružne Betty (* 1974.)[25]
  - Elizabeth Wurtzel, američka spisateljica, autorica knjige Prozac nacija (* 1967.)[26]
  - Neil Peart, kanadski bubnjar (* 1952.)[27]
  - Zijad Arslanagić, jugoslavenski i bosanski nogometaš (* 1936.)
- 8. siječnja
  - Edd Byrnes, američki glumac (* 1932.)[28]
  - Buck Henry, američki glumac, scenarist i TV producent (* 1930.)[29]
- 9. siječnja – Mike Resnick, američki SF pisac (* 1942.)[30]
- 10. siječnja
  - Neda Arnerić, srpska glumica (* 1953.)
  - Vladimir Davidović, hrvatski glumac * (1949.)[31]
  - Qaboos bin Said al Said, omanski sultan (* 1940.)[32]
  - Guido Messina, talijanski biciklist (* 1931.)[33]
- 11. siječnja – Tom Belsø, danski vozač moto utrka (* 1942.)[34]
- 12. siječnja
  - Roger Scruton, britanski filozof i pisac (* 1944.)[35]
  - Ivan Fuček, hrvatski katolički svećenik, isusovac, teolog (* 1926.)
- 15. siječnja
  - Rocky Johnson, kanadski profesionalni hrvač (* 1944.)[36]
  - Christopher Tolkien, britanski pisac (* 1924.)[37]
- 16. siječnja – Mario Jutt, hrvatski nogometaš i sportski djelatnik (* 1948.)
- 17. siječnja – Norma Michaels, američka glumica (* 1924./1925.)
- 18. siječnja – Žarko Siriščević, hrvatski bubnjar (* 1955.)
- 19. siječnja – Blagovest Sendov, bugarski diplomat, matematičar i političar (* 1932.)
- 21. siječnja – Terry Jones, velški komičar, scenarist, glumac, redatelj i pisac (* 1942.)
- 24. siječnja – Duje Bonačić, jugoslavenski veslački reprezentativac, zaslužni sportaš Jugoslavije (* 1929.)
- 26. siječnja – Kobe Bryant, američki košarkaš (* 1978.)
- 29. siječnja – Blagoja Georgievski, jugoslavenski i makedonski košarkaš (* 1950.)
- 31. siječnja – Janez Stanovnik, pravnik, ekonomist, sudionik Narodnooslobodilačke borbe i društveno-politički radnik SFR Jugoslavije i SR Slovenije (* 1922.)

### Veljača
- 1. veljače – Andy Gill, engleski glazbenik i glazbeni producent, najpoznatiji kao suosnivač i solo gitarist grupe Gang of Four (* 1956.)
- 3. veljače – George Steiner, američki književni kritičar, esejist, filozof, romanopisac i pedagog (* 1929.)
- 4. veljače
  - Ljiljana Petrović, jugoslavenska i srpska pjevačica (* 1939.)
  - Daniel arap Moi, kenijski političar, drugi predsjednik Kenije od 1978. do 2002. godine (* 1924.)
- 5. veljače
  - Stanley Cohen, američki biokemičar nobelovac (* 1922.)[38]
  - Kirk Douglas, američki glumac, redatelj i producent (* 1916.)[39]
- 7. veljače
  - Nedžmije Pagaruša, jugoslavenska i albanska pjevačica i glumica (* 1933.)
  - Petar Vovk, hrvatski arhitekt (* 1926.)
- 9. veljače – Vladimir Kranjčević, hrvatski dirigent, pijanist i pedagog (* 1936.)
- 12. veljače – Geert Hofstede, nizozemski društveni psiholog (* 1928.)[40]
- 13. veljače – Rajendra K. Pachauri, indijski znanstvenik (* 1940.)[41]
- 15. veljače – Vatroslav Mimica, hrvatski filmski redatelj, scenarist i producent (* 1923.)
- 16. veljače – Larry Tesler, američki računalni znanstvenik (* 1945.)[42]
- 18. veljače – José Bonaparte, argentinski paleontolog (* 1928.)[43]
- 23. veljače – Amr Fahmy, egipatski nogometni dužnosnik (* 1983.)
- 24. veljače – Katherine Johnson, američka matematičarka (* 1918.)[44]
- 25. veljače
  - Miodrag Karadžić, srpski scenarist, autor više TV serija (* 1950.)
  - Hosni Mubarak, egipatski državnik (* 1928.)[45]
- 26. veljače – Muhamed Filipović, bosanskohercegovački filozof, ideolog i akademik (* 1929.)[46]
- 28. veljače
  - Roberto Haller, hrvatski skladatelj i pijanist (* 1965.)
  - Freeman Dyson, britanski (po rođenju) i američki fizičar i matematičar (* 1923.)[47]
- 29. veljače – Eva Sekelj, mađarska plivačica (* 1927.)

### Ožujak
- 3. ožujka – Božidar Alić, hrvatski glumac (* 1954.)
- 4. ožujka – Igor Nešić, hrvatski glazbenik (* 1991.)
- 7. ožujka – Veronika Durbešić, hrvatska glumica (* 1945.)
- 8. ožujka
  - Zdenka Vučković, hrvatska pjevačica (* 1942.)
  - Max Von Sydow, švedski glumac (* 1929.)
- 9. ožujka – Richard K. Guy, britanski matematičar (* 1916.)[48]
- 10. ožujka – Beba Selimović, bosanskohercegovačka pjevačica (* 1939.)[49]
- 15. ožujka – Vittorio Gregotti, talijanski arhitekt (* 1927.)[50]
- 18. ožujka
  - Alfred Worden, američki astronaut (* 1932.)[51]
  - Catherine Hamlin, autralijska opstetricistkinja i ginekologinja (* 1924.)[52]
- 20. ožujka – Borislav Stanković, srpski košarkaš i generalni tajnik FIBA-e (* 1925.)
- 22. ožujka – Nada Klašterka, hrvatska glumica (* 1928.)
- 23. ožujka – Branko Cikatić, hrvatski kickboksač (* 1954.)[53]
- 29. ožujka – Philip W. Anderson, američki fizičar nobelovac (* 1923.)[54]
- 31. ožujka – Andrew Jack, britanski trener dikcije (* 1944.)

### Travanj
- 5. travnja – Margaret Burbidge, američka astrofizičarka, rođena u Engleskoj (* 1919.)[55]
- 6. travnja – Radomir Antić, srpski nogometaš i trener (* 1948.)
- 11. travnja – John Horton Conway, engleski matematičar (* 1937.)[56]
- 12. travnja – Stirling Moss, britanski vozač Formule 1 (* 1929.)

### Svibanj
- 9. svibnja – Little Richard, američki pjevač i kantautor (* 1932.)
- 11. svibnja – Jerry Stiller, američki glumac (* 1927.)
- 21. svibnja
  - Bekim Sejranović, bosanskohercegovački i hrvatski književnik (* 1973.)[57]
  - Oliver E. Williamson, američki ekonomist, dobitnik Nobelove nagrade za ekonomiju 2009. godine (* 1932.)[58]
- 24. svibnja – mons. Božo (Bobo) Delić, svećenik i kantautor (* 1948.)
- 30. svibnja – Bobby Morrow, američki atletičar (* 1935.)

### Lipanj
- 8. lipnja – Pierre Nkurunziza, 8. predsjednik Burundija (* 1964.)[59]
- 9. lipnja – Ödön Földessy, mađarski atletičar (* 1929.)
- 16. lipnja – Igor Vuk Torbica, hrvatski kazališni redatelj (* 1987.)
- 18. lipnja – Vera Lynn, britanska pjevačica (* 1917.)
- 20. lipnja – Ema Derossi-Bjelajac, 6. predsjednik predsjedništva SR Hrvatske (* 1926.)[60]
- 27. lipnja – Ilija Petković, srpski nogometaš i trener (* 1945.)[61]
- 29. lipnja – Carl Reiner, američki glumac i komičar (* 1922.)
- 30. lipnja – Ivo Banac, hrvatski povjesničar (* 1947.)

### Srpanj
- 2. srpnja – Tomislav Raukar, hrvatski povjesničar i akademik (* 1933.)
- 3. srpnja – Zdenka Heršak, hrvatska glumica (* 1928.)
- 6. srpnja – Ennio Morricone, talijanski skladatelj (* 1928.)
- 9. srpnja – Vedran Jakšić, hrvatski tjelograditelj (* 1953.)
- 20. srpnja – Ruth Lewis, pakistanska redovnica (* 1945.)
- 23. srpnja – Pero Zlatar, hrvatski novinar i publicist (* 1934.)
- 26. srpnja – Olivia De Havilland, američka glumica (* 1916)
- 28. srpnja – Neda Cilinger, hrvatska arhitektica (* 1959.)

### Kolovoz
- 4. kolovoza – Rajko Dujmić, hrvatski glazbenik i skladatelj (* 1954.)
- 10. kolovoza – Vladica Popović, srpski nogometaš i trener (* 1935.)
- 11. kolovoza – Tonko Maroević, hrvatski pjesnik, književnik i akademik (* 1941.)
- 15. kolovoza – Josip Kregar, hrvatski sociolog, pravnik i političar (* 1953.)
- 23. kolovoza – Zoja Odak, hrvatska glumica (* 1947.)
- 24. kolovoza – Pascal Lissouba, 6. predsjednik i 2. premijer DR Konga (* 1931.)
- 26. kolovoza – Gerard Carr, američki astronaut i aeronautički inženjer (* 1932.)

### Rujan
- 5. rujna – Žarko Domljan, hrvatski političar, predsjednik 1. saziva Hrvatskoga sabora (* 1932.)
- 15. rujna – Momčilo Krajišnik, srpski političar, osuđeni ratni zločinac (* 1945.)
- 23. rujna – Juliette Gréco, francuska pjevačica, ikona francuske šansone (* 1927.)
- 25. rujna – Goran Paskaljević, srpski filmski redatelj (* 1947.)[62]

### Listopad
- 3. listopada – MF Doom, američki reper i glazbeni producent (* 1971.)
- 6. listopada – Eddie Van Halen, američki gitarist, klavijaturist, skladatelj i producent (* 1955.)[63]
- 11. listopada – Borislav Drljača, srpski pjevač (* 1941.)
- 25. listopada – Slaven Letica, hrvatski sociolog, publicist, političar i sveučilišni profesor (* 1947.)
- 29. listopada – Slaven Zambata, hrvatski nogometaš (* 1940.)[64]
- 30. listopada – Amfilohije Radović, mitropolit crnogorsko-primorski, po hijerarhiji drugi najmoćniji čovjek Srpske pravoslavne crkve (SPC) (* 1938.)
- 31. listopada – Sean Connery, škotski glumac (* 1930.)

### Studeni
- 1. studenoga
  - Mijo Korade, hrvatski povjesničar (* 1947.)[65]
  - Alfredo Ivankov, hrvatski zagonetač (* 1963.)
- 2. studenoga – Mladen Kušec, hrvatski pjesnik, pripovjedač, publicist i novinar (* 1938.)[66]
- 6. studenoga – Dragan Jovičić, bosanskohercegovački glumac (* 1953.)
- 7. studenoga – Vera Zima, hrvatska glumica (* 1953.)[67]
- 8. studenoga – Alex Trebek, kanadsko-američka TV osoba i voditelj kviza Jeopardy! (* 1940.)
- 9. studenoga – Marko Radić Maka, zapovjednik Hrvatskoga vijeća obrane
- 11. studenoga – Anđelka Martić, hrvatska književnica i prevoditeljica (* 1924.)
- 12. studenoga – Krasnodar Rora, hrvatski nogometaš (* 1945.)[68]
- 13. studenoga – Krunoslav Slabinac, hrvatski pjevač (* 1944.)[69]
- 14. studenoga – Armen Džigarhanjan, sovjetski glumac (* 1935.)
- 15. studenoga
  - Anto Kovačević, hrvatski filozof, publicist i političar (* 1952.)[70]
  - Ray Clemence, engleski nogometaš (* 1948.)[71]
  - Ivan Kožarić, hrvatski kipar (* 1921.)[72]
- 16. studenoga
  - Tomislav Merčep, hrvatski političar, ratni zapovjednik i zločinac (* 1952.)[73]
  - Ivan Bekjarev, srpski glumac (* 1946.)
  - Bono Zvonimir Šagi, hrvatski teolog (* 1932.)[74]
- 20. studenoga – Irinej Gavrilović, 45. vrhovni poglavar Srpske pravoslavne crkve i episkop niški (* 1930.)[75]
- 22. studenoga – Mustafa Nadarević, hrvatski i bosanskohercegovački glumac (* 1943.)[76]
- 25. studenoga – Diego Maradona, argentinski nogometaš (* 1960.)[77]
- 26. studenoga – Josip Magdić, hrvatski skladatelj, dirigent, glazbenik i glazbeni pedagog (* 1937.)[78]
- 27. studenoga – Špiro Guberina, hrvatski glumac (* 1933.)[79]
- 28. studenoga – Vera Tomašek, hrvatska novinarka (* 1958.)[80]

### Prosinac
- 1. prosinca – Lazo Goluža, hrvatski urednik, autor kvizova i prevoditelj (* 1936.)[81]
- 2. prosinca – Rafer Johnson, američki atletičar i glumac (* 1934.)
- 6. prosinca
  - Džej Ramadanovski, srpski pjevač (* 1964.)
  - Dejan Dabović, jugoslavenski i srpski vaterpolist i trener (* 1944.)
- 9. prosinca – Paolo Rossi, talijanski nogometaš (* 1956.)
- 11. prosinca – Đurđa Ivezić, hrvatska glumica (* 1936.)
- 12. prosinca
  - Damir Kukuruzović, hrvatski jazz gitarist (* 1975.)[82]
  - Jack Steinberger, američki fizičar njemačkog porijekla (* 1921.)
- 13. prosinca
  - Nikola Novosel – Miško, hrvatski glumac, agronom i humorist (* 1941.)[83]
  - Otto Barić, hrvatski nogometaš i nogometni trener (* 1933.)[84]
- 14. prosinca – Gérard Houllier, francuski nogometaš i nogometni trener (* 1947.)[85]
- 15. prosinca – Alem Ćurin, hrvatski strip-autor (* 1953.)
- 16. prosinca – Asaf Duraković, hrvatski književnik i liječnik (* 1940.)
- 19. prosinca
  - Mile Bogović, prvi gospićko-senjski biskup (* 1939.)[86]
  - Josip Pivac, hrvatski pedagog (* 1928.)
  - Hermina Pipinić, hrvatska glumica (* 1928.)
- 23. prosinca – Pero Kvrgić, hrvatski glumac (* 1927.)[87]
- 24. prosinca – Željko Matić, hrvatski novinar (* 1961.)
- 26. prosinca – Milka Babović, hrvatska športska novinarka, televizijska komentatorica i atletičarka (* 1928.)[88]

## Obljetnice i godišnjice
- 2500. godišnjica smrti Heraklita
- 1600. godišnjica smrti svetog Jeronima
- 600. godišnjica rođenja Jurja Šižgorića
- 500. godišnjica smrti Petra Berislavića i Raffaella Santija
- 500. godišnjica rođenja Matije Vlačića Ilirika
- 400. godišnjica rođenja Nikole Zrinskog
- 300. godišnjica rođenja Vida Došena
- 250. godišnjica smrti Giovannija Batiste Tiepola
- 250. godišnjica rođenja Hegela, Janka Draškovića i Ludwiga van Beethovena
- 200. godišnjica smrti Đure Ferića
- 150. godišnjica rođenja Viktora Cara Emina, Ignjata Fischera, Ferde Kovačevića, Frane Supila i Emanuela Vidovića
- 150. godišnjica smrti Alexandra Dumasa
- 125. godišnjica Hrvatske elektroprivrede
- 100. obljetnica osnutka Društva naroda
- 100. godišnjica smrti Maxa Webera
- 100. godišnjica rođenja Isaaca Asimova, Zvane Črnje, Federica Fellinija, Ive Frangeša i Živka Jeličića
- 100. godišnjica rođenja Ivana Pavla II.

## Vanjske poveznice
|  | Zajednički poslužitelj ima još gradiva o temi 2020. |